# Sarah Was Ninety Years Old
Sarah Was Ninety Years Old est une œuvre du compositeur estonien Arvo Pärt qui fut écrite en 1977 pour un petit chœur, un orgue, et des percussions.

## Historique
Une première version de l'œuvre, titrée Modus, est composée en 1976. Révisée l'année suivante, le compositeur lui donne son nouveau titre, plus explicite. Elle sera révisée une seconde fois en 1990.
Sarah Was Ninety Years Old est inspiré de la vie de Sarah, l'épouse d'Abraham, qui reçoit la venue d'un messager divin lui annonçant la grossesse d'Isaac alors qu'elle est âgée de 90 ans et Abraham plus que centenaire.
Cette pièce de Pärt est la première œuvre d'envergure pour un ensemble complet qu'il écrivit dans le style tintinnabuli associé au mouvement de musique minimaliste auquel il sera par la suite rattaché.

## Structure
Sarah Was Ninety Years Old est composé pour sopranos, deux ténors, un orgue, et des percussions. Son exécution dure 26 minutes.

## Discographie
- Sarah Was Ninety Years Old sur le disque Miserere, par Sarah Leonard et le Hilliard Ensemble dirigés par Dennis Russell Davies, chez ECM Records (2000)